# Waffenschmied

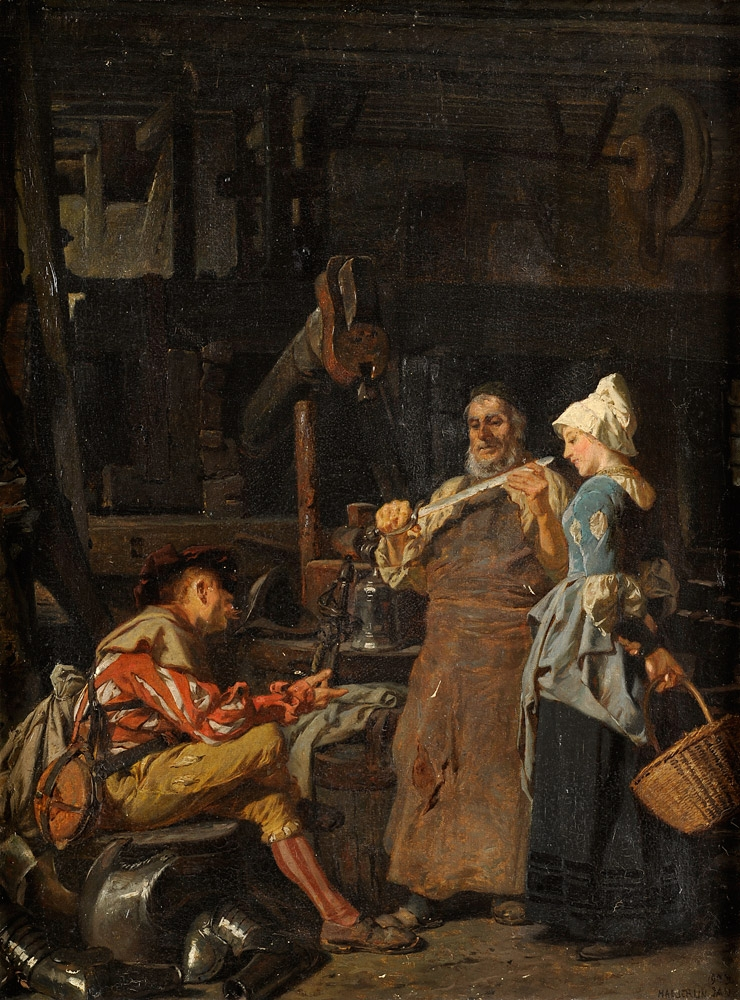
Carl von Häberlin, Waffenschmied mit einem Kunden, 19. Jh.

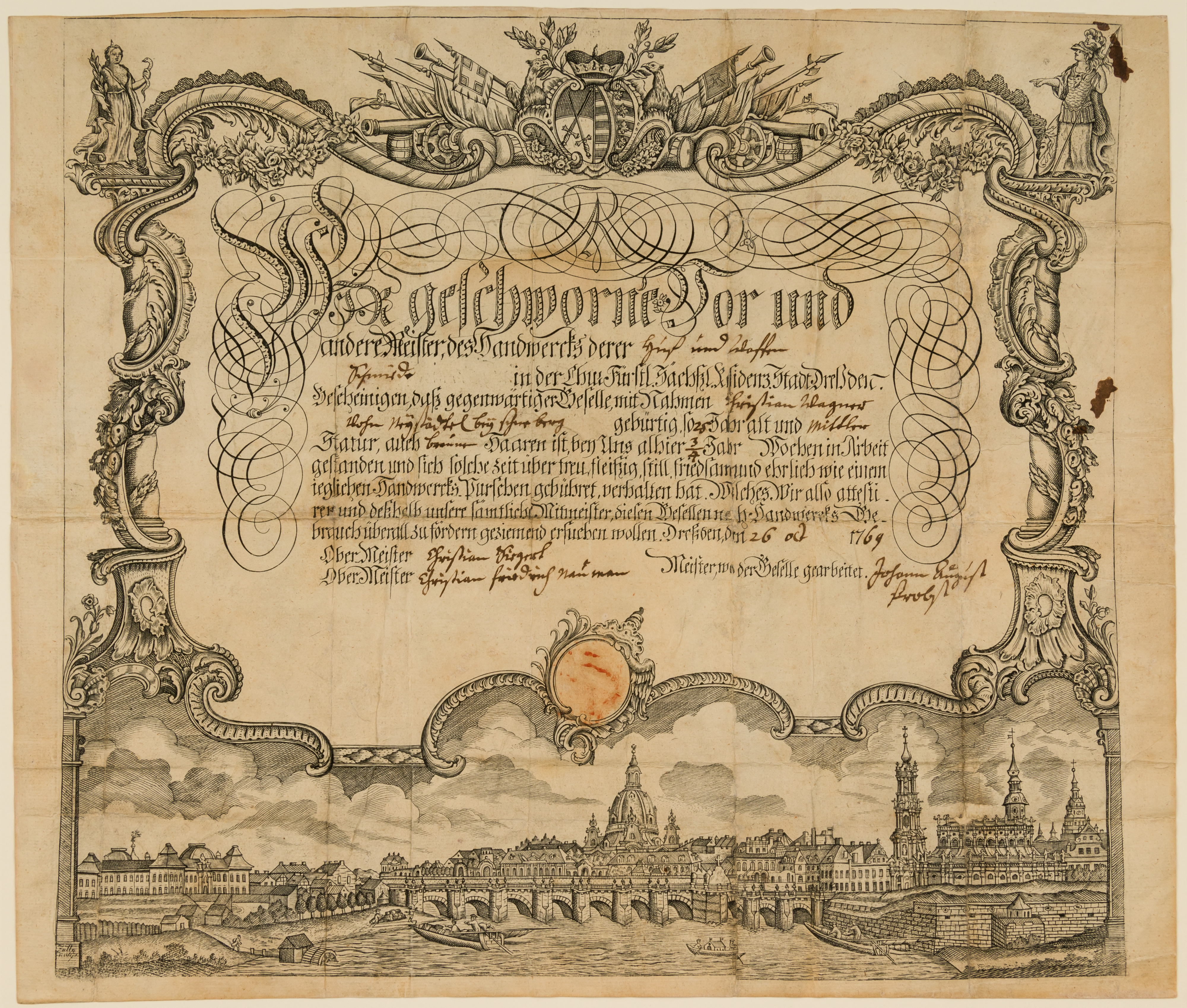
Arbeitsbescheinigung von 1769 eines Huf- und Waffenschmiedes in Dresden

Der Waffenschmied war ein Handwerker und Schmied, der Klingen, Helme, Harnische, Panzerhemden, Schilde und Feuerwaffen anfertigte.
Neben der Meistersignatur oder Meistermarke kam im späten 14. Jahrhundert die behördliche Beschaumarke auf, die die materielle Güte der Waffe bezeugte.
Bis in die 2. Hälfte des 19. Jahrhunderts gab es den Meistertitel Huf- und Waffenschmied. Waffen durfte nicht jeder Schmied herstellen. Dieses Privileg war den Rittergutsschmieden vorbehalten.
Der Waffenschmied gilt neben der Liëwerfrau als eine der beiden Symbolfiguren der „Klingenstadt“ Solingen.
Schutzheilige der Waffenschmiede sind Mauritius und  Wilhelm von Aquitanien sowie Katharina von Alexandrien.